# ديفيد موراي (ممثل)
ديفيد موراي (بالإنجليزية: David Murray)‏ هو ممثل أيرلندي، ولد في 7 فبراير 1970 في جمهورية أيرلندا.

## وصلات خارجية
- ديفيد موراي على موقع IMDb (الإنجليزية)
- ديفيد موراي على موقع قاعدة بيانات الفيلم (الإنجليزية)